# Constantino Urbieta Sosa
Constantino Urbieta Sosa (Asunción, 1907. augusztus 12. – Buenos Aires, Argentína, 1983. december 12.) paraguayi-argentin labdarúgó-középpályás.